# Nagyvárad tér
Pour la station de métro, voir Nagyvárad tér (métro de Budapest).
Nagyvárad tér, anciennement  Mihálkovics tér jusqu'en 1940, est une place de Budapest située dans les quartiers de Orczy, Tisztviselőtelep (8e arr.) et Középső-Ferencváros (9e arr.).